# Serrat de la Rovira (Montesquiu)
El Serrat de la Rovira és una serra situada al municipi de Montesquiu a la comarca d'Osona, amb una elevació màxima de 833 metres.